# Lista de municípios de São Paulo por regiões administrativas e de governo

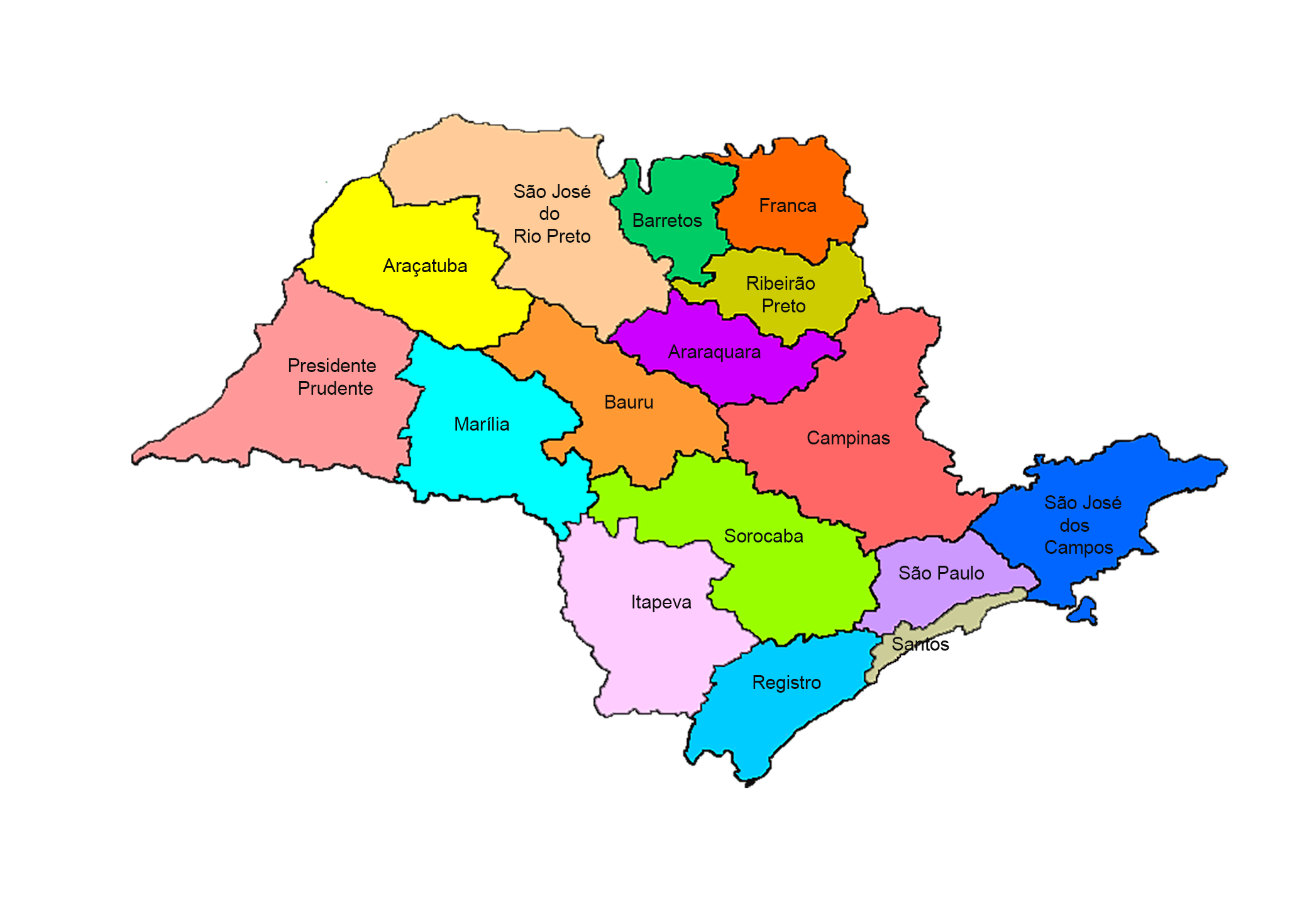
Regiões administrativas.

Esta é uma lista de municípios do estado de São Paulo por regiões administrativas e de governo. De forma oficial, desde o ano de 1967, foram criadas e alteradas por sucessivas leis estaduais as Regiões Administrativas, atualmente um total de 16, adotadas pelos órgãos da administração pública para regionalização e descentralização de suas atividades. Em 1984 foram instituídas as Regiões de Governo, num total de 42, estabelecidas nas áreas territoriais das Regiões Administrativas, a fim de estimular o processo de descentralização das atividades da administração geral do estado e de promover a nível local e regional a ação integrada dos setores e órgãos da administração pública.
| Município                  | Região Administrativa    | Região de Governo     |
| -------------------------- | ------------------------ | --------------------- |
| Arujá                      | 1ª Grande SP             |                       |
| Barueri                    | 1ª Grande SP             |                       |
| Biritiba Mirim             | 1ª Grande SP             |                       |
| Caieiras                   | 1ª Grande SP             |                       |
| Cajamar                    | 1ª Grande SP             |                       |
| Carapicuíba                | 1ª Grande SP             |                       |
| Cotia                      | 1ª Grande SP             |                       |
| Diadema                    | 1ª Grande SP             |                       |
| Embu das Artes             | 1ª Grande SP             |                       |
| Embu-Guaçu                 | 1ª Grande SP             |                       |
| Ferraz de Vasconcelos      | 1ª Grande SP             |                       |
| Francisco Morato           | 1ª Grande SP             |                       |
| Franco da Rocha            | 1ª Grande SP             |                       |
| Guararema                  | 1ª Grande SP             |                       |
| Guarulhos                  | 1ª Grande SP             |                       |
| Itapecerica da Serra       | 1ª Grande SP             |                       |
| Itapevi                    | 1ª Grande SP             |                       |
| Itaquaquecetuba            | 1ª Grande SP             |                       |
| Jandira                    | 1ª Grande SP             |                       |
| Juquitiba                  | 1ª Grande SP             |                       |
| Mairiporã                  | 1ª Grande SP             |                       |
| Mauá                       | 1ª Grande SP             |                       |
| Mogi das Cruzes            | 1ª Grande SP             |                       |
| Osasco                     | 1ª Grande SP             |                       |
| Pirapora do Bom Jesus      | 1ª Grande SP             |                       |
| Poá                        | 1ª Grande SP             |                       |
| Ribeirão Pires             | 1ª Grande SP             |                       |
| Rio Grande da Serra        | 1ª Grande SP             |                       |
| Salesópolis                | 1ª Grande SP             |                       |
| Santa Isabel               | 1ª Grande SP             |                       |
| Santana de Parnaíba        | 1ª Grande SP             |                       |
| Santo André                | 1ª Grande SP             |                       |
| São Bernardo do Campo      | 1ª Grande SP             |                       |
| São Caetano do Sul         | 1ª Grande SP             |                       |
| São Lourenço da Serra      | 1ª Grande SP             |                       |
| São Paulo                  | 1ª Grande SP             |                       |
| Suzano                     | 1ª Grande SP             |                       |
| Taboão da Serra            | 1ª Grande SP             |                       |
| Vargem Grande Paulista     | 1ª Grande SP             |                       |
| Bertioga                   | 2ª Santos                | Santos                |
| Cubatão                    | 2ª Santos                | Santos                |
| Guarujá                    | 2ª Santos                | Santos                |
| Itanhaém                   | 2ª Santos                | Santos                |
| Mongaguá                   | 2ª Santos                | Santos                |
| Peruíbe                    | 2ª Santos                | Santos                |
| Praia Grande               | 2ª Santos                | Santos                |
| Santos                     | 2ª Santos                | Santos                |
| São Vicente                | 2ª Santos                | Santos                |
| Barra do Turvo             | 2Aª Registro             | Registro              |
| Cajati                     | 2Aª Registro             | Registro              |
| Cananéia                   | 2Aª Registro             | Registro              |
| Eldorado                   | 2Aª Registro             | Registro              |
| Iguape                     | 2Aª Registro             | Registro              |
| Ilha Comprida              | 2Aª Registro             | Registro              |
| Itariri                    | 2Aª Registro             | Registro              |
| Jacupiranga                | 2Aª Registro             | Registro              |
| Juquiá                     | 2Aª Registro             | Registro              |
| Miracatu                   | 2Aª Registro             | Registro              |
| Pariquera-Açu              | 2Aª Registro             | Registro              |
| Pedro de Toledo            | 2Aª Registro             | Registro              |
| Registro                   | 2Aª Registro             | Registro              |
| Sete Barras                | 2Aª Registro             | Registro              |
| Caraguatatuba              | 3ª São José dos Campos   | Caraguatatuba         |
| Ilhabela                   | 3ª São José dos Campos   | Caraguatatuba         |
| São Sebastião              | 3ª São José dos Campos   | Caraguatatuba         |
| Ubatuba                    | 3ª São José dos Campos   | Caraguatatuba         |
| Arapeí                     | 3ª São José dos Campos   | Cruzeiro              |
| Areias                     | 3ª São José dos Campos   | Cruzeiro              |
| Bananal                    | 3ª São José dos Campos   | Cruzeiro              |
| Cruzeiro                   | 3ª São José dos Campos   | Cruzeiro              |
| Lavrinhas                  | 3ª São José dos Campos   | Cruzeiro              |
| Queluz                     | 3ª São José dos Campos   | Cruzeiro              |
| São José do Barreiro       | 3ª São José dos Campos   | Cruzeiro              |
| Silveiras                  | 3ª São José dos Campos   | Cruzeiro              |
| Aparecida                  | 3ª São José dos Campos   | Guaratinguetá         |
| Cachoeira Paulista         | 3ª São José dos Campos   | Guaratinguetá         |
| Canas                      | 3ª São José dos Campos   | Guaratinguetá         |
| Cunha                      | 3ª São José dos Campos   | Guaratinguetá         |
| Guaratinguetá              | 3ª São José dos Campos   | Guaratinguetá         |
| Lorena                     | 3ª São José dos Campos   | Guaratinguetá         |
| Piquete                    | 3ª São José dos Campos   | Guaratinguetá         |
| Potim                      | 3ª São José dos Campos   | Guaratinguetá         |
| Roseira                    | 3ª São José dos Campos   | Guaratinguetá         |
| Caçapava                   | 3ª São José dos Campos   | São José dos Campos   |
| Igaratá                    | 3ª São José dos Campos   | São José dos Campos   |
| Jacareí                    | 3ª São José dos Campos   | São José dos Campos   |
| Jambeiro                   | 3ª São José dos Campos   | São José dos Campos   |
| Monteiro Lobato            | 3ª São José dos Campos   | São José dos Campos   |
| Paraibuna                  | 3ª São José dos Campos   | São José dos Campos   |
| Santa Branca               | 3ª São José dos Campos   | São José dos Campos   |
| São José dos Campos        | 3ª São José dos Campos   | São José dos Campos   |
| Campos do Jordão           | 3ª São José dos Campos   | Taubaté               |
| Lagoinha                   | 3ª São José dos Campos   | Taubaté               |
| Natividade da Serra        | 3ª São José dos Campos   | Taubaté               |
| Pindamonhangaba            | 3ª São José dos Campos   | Taubaté               |
| Redenção da Serra          | 3ª São José dos Campos   | Taubaté               |
| Santo Antônio do Pinhal    | 3ª São José dos Campos   | Taubaté               |
| São Bento do Sapucaí       | 3ª São José dos Campos   | Taubaté               |
| São Luiz do Paraitinga     | 3ª São José dos Campos   | Taubaté               |
| Taubaté                    | 3ª São José dos Campos   | Taubaté               |
| Tremembé                   | 3ª São José dos Campos   | Taubaté               |
| Águas de Santa Bárbara     | 4ª Sorocaba              | Avaré                 |
| Avaré                      | 4ª Sorocaba              | Avaré                 |
| Cerqueira César            | 4ª Sorocaba              | Avaré                 |
| Iaras                      | 4ª Sorocaba              | Avaré                 |
| Manduri                    | 4ª Sorocaba              | Avaré                 |
| Anhembi                    | 4ª Sorocaba              | Botucatu              |
| Areiópolis                 | 4ª Sorocaba              | Botucatu              |
| Bofete                     | 4ª Sorocaba              | Botucatu              |
| Botucatu                   | 4ª Sorocaba              | Botucatu              |
| Conchas                    | 4ª Sorocaba              | Botucatu              |
| Itatinga                   | 4ª Sorocaba              | Botucatu              |
| Laranjal Paulista          | 4ª Sorocaba              | Botucatu              |
| Pardinho                   | 4ª Sorocaba              | Botucatu              |
| Pereiras                   | 4ª Sorocaba              | Botucatu              |
| Porangaba                  | 4ª Sorocaba              | Botucatu              |
| Pratânia                   | 4ª Sorocaba              | Botucatu              |
| São Manuel                 | 4ª Sorocaba              | Botucatu              |
| Torre de Pedra             | 4ª Sorocaba              | Botucatu              |
| Alambari                   | 4ª Sorocaba              | Itapetininga          |
| Boituva                    | 4ª Sorocaba              | Itapetininga          |
| Capela do Alto             | 4ª Sorocaba              | Itapetininga          |
| Cerquilho                  | 4ª Sorocaba              | Itapetininga          |
| Cesário Lange              | 4ª Sorocaba              | Itapetininga          |
| Guareí                     | 4ª Sorocaba              | Itapetininga          |
| Itapetininga               | 4ª Sorocaba              | Itapetininga          |
| Quadra                     | 4ª Sorocaba              | Itapetininga          |
| São Miguel Arcanjo         | 4ª Sorocaba              | Itapetininga          |
| Sarapuí                    | 4ª Sorocaba              | Itapetininga          |
| Tatuí                      | 4ª Sorocaba              | Itapetininga          |
| Alumínio                   | 4ª Sorocaba              | Sorocaba              |
| Araçariguama               | 4ª Sorocaba              | Sorocaba              |
| Araçoiaba da Serra         | 4ª Sorocaba              | Sorocaba              |
| Ibiúna                     | 4ª Sorocaba              | Sorocaba              |
| Iperó                      | 4ª Sorocaba              | Sorocaba              |
| Itu                        | 4ª Sorocaba              | Sorocaba              |
| Jumirim                    | 4ª Sorocaba              | Sorocaba              |
| Mairinque                  | 4ª Sorocaba              | Sorocaba              |
| Piedade                    | 4ª Sorocaba              | Sorocaba              |
| Pilar do Sul               | 4ª Sorocaba              | Sorocaba              |
| Porto Feliz                | 4ª Sorocaba              | Sorocaba              |
| Salto                      | 4ª Sorocaba              | Sorocaba              |
| Salto de Pirapora          | 4ª Sorocaba              | Sorocaba              |
| São Roque                  | 4ª Sorocaba              | Sorocaba              |
| Sorocaba                   | 4ª Sorocaba              | Sorocaba              |
| Tapiraí                    | 4ª Sorocaba              | Sorocaba              |
| Tietê                      | 4ª Sorocaba              | Sorocaba              |
| Votorantim                 | 4ª Sorocaba              | Sorocaba              |
| Águas de Lindóia           | 5ª Campinas              | Bragança Paulista     |
| Amparo                     | 5ª Campinas              | Bragança Paulista     |
| Atibaia                    | 5ª Campinas              | Bragança Paulista     |
| Bom Jesus dos Perdões      | 5ª Campinas              | Bragança Paulista     |
| Bragança Paulista          | 5ª Campinas              | Bragança Paulista     |
| Joanópolis                 | 5ª Campinas              | Bragança Paulista     |
| Lindoia                    | 5ª Campinas              | Bragança Paulista     |
| Monte Alegre do Sul        | 5ª Campinas              | Bragança Paulista     |
| Nazaré Paulista            | 5ª Campinas              | Bragança Paulista     |
| Pedra Bela                 | 5ª Campinas              | Bragança Paulista     |
| Pinhalzinho                | 5ª Campinas              | Bragança Paulista     |
| Piracaia                   | 5ª Campinas              | Bragança Paulista     |
| Serra Negra                | 5ª Campinas              | Bragança Paulista     |
| Socorro                    | 5ª Campinas              | Bragança Paulista     |
| Tuiuti                     | 5ª Campinas              | Bragança Paulista     |
| Vargem                     | 5ª Campinas              | Bragança Paulista     |
| Americana                  | 5ª Campinas              | Campinas              |
| Artur Nogueira             | 5ª Campinas              | Campinas              |
| Campinas                   | 5ª Campinas              | Campinas              |
| Cosmópolis                 | 5ª Campinas              | Campinas              |
| Engenheiro Coelho          | 5ª Campinas              | Campinas              |
| Estiva Gerbi               | 5ª Campinas              | Campinas              |
| Holambra                   | 5ª Campinas              | Campinas              |
| Hortolândia                | 5ª Campinas              | Campinas              |
| Indaiatuba                 | 5ª Campinas              | Campinas              |
| Itapira                    | 5ª Campinas              | Campinas              |
| Jaguariúna                 | 5ª Campinas              | Campinas              |
| Mogi Guaçu                 | 5ª Campinas              | Campinas              |
| Mogi Mirim                 | 5ª Campinas              | Campinas              |
| Monte Mor                  | 5ª Campinas              | Campinas              |
| Nova Odessa                | 5ª Campinas              | Campinas              |
| Paulínia                   | 5ª Campinas              | Campinas              |
| Pedreira                   | 5ª Campinas              | Campinas              |
| Santa Bárbara d'Oeste      | 5ª Campinas              | Campinas              |
| Santo Antônio de Posse     | 5ª Campinas              | Campinas              |
| Sumaré                     | 5ª Campinas              | Campinas              |
| Valinhos                   | 5ª Campinas              | Campinas              |
| Vinhedo                    | 5ª Campinas              | Campinas              |
| Cabreúva                   | 5ª Campinas              | Jundiaí               |
| Campo Limpo Paulista       | 5ª Campinas              | Jundiaí               |
| Itatiba                    | 5ª Campinas              | Jundiaí               |
| Itupeva                    | 5ª Campinas              | Jundiaí               |
| Jarinu                     | 5ª Campinas              | Jundiaí               |
| Jundiaí                    | 5ª Campinas              | Jundiaí               |
| Louveira                   | 5ª Campinas              | Jundiaí               |
| Morungaba                  | 5ª Campinas              | Jundiaí               |
| Várzea Paulista            | 5ª Campinas              | Jundiaí               |
| Araras                     | 5ª Campinas              | Limeira               |
| Conchal                    | 5ª Campinas              | Limeira               |
| Cordeirópolis              | 5ª Campinas              | Limeira               |
| Iracemápolis               | 5ª Campinas              | Limeira               |
| Leme                       | 5ª Campinas              | Limeira               |
| Limeira                    | 5ª Campinas              | Limeira               |
| Pirassununga               | 5ª Campinas              | Limeira               |
| Santa Cruz da Conceição    | 5ª Campinas              | Limeira               |
| Águas de São Pedro         | 5ª Campinas              | Piracicaba            |
| Capivari                   | 5ª Campinas              | Piracicaba            |
| Charqueada                 | 5ª Campinas              | Piracicaba            |
| Elias Fausto               | 5ª Campinas              | Piracicaba            |
| Mombuca                    | 5ª Campinas              | Piracicaba            |
| Piracicaba                 | 5ª Campinas              | Piracicaba            |
| Rafard                     | 5ª Campinas              | Piracicaba            |
| Rio das Pedras             | 5ª Campinas              | Piracicaba            |
| Saltinho                   | 5ª Campinas              | Piracicaba            |
| Santa Maria da Serra       | 5ª Campinas              | Piracicaba            |
| São Pedro                  | 5ª Campinas              | Piracicaba            |
| Analândia                  | 5ª Campinas              | Rio Claro             |
| Brotas                     | 5ª Campinas              | Rio Claro             |
| Corumbataí                 | 5ª Campinas              | Rio Claro             |
| Ipeúna                     | 5ª Campinas              | Rio Claro             |
| Itirapina                  | 5ª Campinas              | Rio Claro             |
| Rio Claro                  | 5ª Campinas              | Rio Claro             |
| Santa Gertrudes            | 5ª Campinas              | Rio Claro             |
| Torrinha                   | 5ª Campinas              | Rio Claro             |
| Aguaí                      | 5ª Campinas              | São João da Boa Vista |
| Águas da Prata             | 5ª Campinas              | São João da Boa Vista |
| Caconde                    | 5ª Campinas              | São João da Boa Vista |
| Casa Branca                | 5ª Campinas              | São João da Boa Vista |
| Divinolândia               | 5ª Campinas              | São João da Boa Vista |
| Espírito Santo do Pinhal   | 5ª Campinas              | São João da Boa Vista |
| Itobi                      | 5ª Campinas              | São João da Boa Vista |
| Mococa                     | 5ª Campinas              | São João da Boa Vista |
| Santa Cruz das Palmeiras   | 5ª Campinas              | São João da Boa Vista |
| Santo Antônio do Jardim    | 5ª Campinas              | São João da Boa Vista |
| São João da Boa Vista      | 5ª Campinas              | São João da Boa Vista |
| São José do Rio Pardo      | 5ª Campinas              | São João da Boa Vista |
| São Sebastião da Grama     | 5ª Campinas              | São João da Boa Vista |
| Tambaú                     | 5ª Campinas              | São João da Boa Vista |
| Tapiratiba                 | 5ª Campinas              | São João da Boa Vista |
| Vargem Grande do Sul       | 5ª Campinas              | São João da Boa Vista |
| Altinópolis                | 6ª Ribeirão Preto        | Ribeirão Preto        |
| Barrinha                   | 6ª Ribeirão Preto        | Ribeirão Preto        |
| Brodowski                  | 6ª Ribeirão Preto        | Ribeirão Preto        |
| Cajuru                     | 6ª Ribeirão Preto        | Ribeirão Preto        |
| Cássia dos Coqueiros       | 6ª Ribeirão Preto        | Ribeirão Preto        |
| Cravinhos                  | 6ª Ribeirão Preto        | Ribeirão Preto        |
| Dumont                     | 6ª Ribeirão Preto        | Ribeirão Preto        |
| Guariba                    | 6ª Ribeirão Preto        | Ribeirão Preto        |
| Guatapará                  | 6ª Ribeirão Preto        | Ribeirão Preto        |
| Jaboticabal                | 6ª Ribeirão Preto        | Ribeirão Preto        |
| Jardinópolis               | 6ª Ribeirão Preto        | Ribeirão Preto        |
| Luiz Antônio               | 6ª Ribeirão Preto        | Ribeirão Preto        |
| Monte Alto                 | 6ª Ribeirão Preto        | Ribeirão Preto        |
| Pitangueiras               | 6ª Ribeirão Preto        | Ribeirão Preto        |
| Pontal                     | 6ª Ribeirão Preto        | Ribeirão Preto        |
| Pradópolis                 | 6ª Ribeirão Preto        | Ribeirão Preto        |
| Ribeirão Preto             | 6ª Ribeirão Preto        | Ribeirão Preto        |
| Santa Cruz da Esperança    | 6ª Ribeirão Preto        | Ribeirão Preto        |
| Santa Rosa de Viterbo      | 6ª Ribeirão Preto        | Ribeirão Preto        |
| Santo Antônio da Alegria   | 6ª Ribeirão Preto        | Ribeirão Preto        |
| São Simão                  | 6ª Ribeirão Preto        | Ribeirão Preto        |
| Serra Azul                 | 6ª Ribeirão Preto        | Ribeirão Preto        |
| Serrana                    | 6ª Ribeirão Preto        | Ribeirão Preto        |
| Sertãozinho                | 6ª Ribeirão Preto        | Ribeirão Preto        |
| Taquaral                   | 6ª Ribeirão Preto        | Ribeirão Preto        |
| Agudos                     | 7ª Bauru                 | Bauru                 |
| Arealva                    | 7ª Bauru                 | Bauru                 |
| Avaí                       | 7ª Bauru                 | Bauru                 |
| Balbinos                   | 7ª Bauru                 | Bauru                 |
| Bauru                      | 7ª Bauru                 | Bauru                 |
| Borebi                     | 7ª Bauru                 | Bauru                 |
| Cabrália Paulista          | 7ª Bauru                 | Bauru                 |
| Duartina                   | 7ª Bauru                 | Bauru                 |
| Iacanga                    | 7ª Bauru                 | Bauru                 |
| Lençóis Paulista           | 7ª Bauru                 | Bauru                 |
| Lucianópolis               | 7ª Bauru                 | Bauru                 |
| Macatuba                   | 7ª Bauru                 | Bauru                 |
| Paulistânia                | 7ª Bauru                 | Bauru                 |
| Pederneiras                | 7ª Bauru                 | Bauru                 |
| Pirajuí                    | 7ª Bauru                 | Bauru                 |
| Piratininga                | 7ª Bauru                 | Bauru                 |
| Presidente Alves           | 7ª Bauru                 | Bauru                 |
| Reginópolis                | 7ª Bauru                 | Bauru                 |
| Ubirajara                  | 7ª Bauru                 | Bauru                 |
| Bariri                     | 7ª Bauru                 | Jaú                   |
| Barra Bonita               | 7ª Bauru                 | Jaú                   |
| Bocaina                    | 7ª Bauru                 | Jaú                   |
| Boraceia                   | 7ª Bauru                 | Jaú                   |
| Dois Córregos              | 7ª Bauru                 | Jaú                   |
| Igaraçu do Tietê           | 7ª Bauru                 | Jaú                   |
| Itaju                      | 7ª Bauru                 | Jaú                   |
| Itapuí                     | 7ª Bauru                 | Jaú                   |
| Jaú                        | 7ª Bauru                 | Jaú                   |
| Mineiros do Tietê          | 7ª Bauru                 | Jaú                   |
| Cafelândia                 | 7ª Bauru                 | Lins                  |
| Getulina                   | 7ª Bauru                 | Lins                  |
| Guaiçara                   | 7ª Bauru                 | Lins                  |
| Guaimbê                    | 7ª Bauru                 | Lins                  |
| Guarantã                   | 7ª Bauru                 | Lins                  |
| Lins                       | 7ª Bauru                 | Lins                  |
| Pongaí                     | 7ª Bauru                 | Lins                  |
| Promissão                  | 7ª Bauru                 | Lins                  |
| Sabino                     | 7ª Bauru                 | Lins                  |
| Uru                        | 7ª Bauru                 | Lins                  |
| Ariranha                   | 8ª São José do Rio Preto | Catanduva             |
| Catanduva                  | 8ª São José do Rio Preto | Catanduva             |
| Catiguá                    | 8ª São José do Rio Preto | Catanduva             |
| Elisiário                  | 8ª São José do Rio Preto | Catanduva             |
| Irapuã                     | 8ª São José do Rio Preto | Catanduva             |
| Itajobi                    | 8ª São José do Rio Preto | Catanduva             |
| Marapoama                  | 8ª São José do Rio Preto | Catanduva             |
| Novais                     | 8ª São José do Rio Preto | Catanduva             |
| Novo Horizonte             | 8ª São José do Rio Preto | Catanduva             |
| Palmares Paulista          | 8ª São José do Rio Preto | Catanduva             |
| Paraíso                    | 8ª São José do Rio Preto | Catanduva             |
| Pindorama                  | 8ª São José do Rio Preto | Catanduva             |
| Sales                      | 8ª São José do Rio Preto | Catanduva             |
| Santa Adélia               | 8ª São José do Rio Preto | Catanduva             |
| Tabapuã                    | 8ª São José do Rio Preto | Catanduva             |
| Urupês                     | 8ª São José do Rio Preto | Catanduva             |
| Estrela d'Oeste            | 8ª São José do Rio Preto | Fernandópolis         |
| Fernandópolis              | 8ª São José do Rio Preto | Fernandópolis         |
| Guarani d'Oeste            | 8ª São José do Rio Preto | Fernandópolis         |
| Indiaporã                  | 8ª São José do Rio Preto | Fernandópolis         |
| Macedônia                  | 8ª São José do Rio Preto | Fernandópolis         |
| Meridiano                  | 8ª São José do Rio Preto | Fernandópolis         |
| Mira Estrela               | 8ª São José do Rio Preto | Fernandópolis         |
| Ouroeste                   | 8ª São José do Rio Preto | Fernandópolis         |
| Pedranópolis               | 8ª São José do Rio Preto | Fernandópolis         |
| Populina                   | 8ª São José do Rio Preto | Fernandópolis         |
| São João das Duas Pontes   | 8ª São José do Rio Preto | Fernandópolis         |
| Turmalina                  | 8ª São José do Rio Preto | Fernandópolis         |
| Aparecida d'Oeste          | 8ª São José do Rio Preto | Jales                 |
| Aspásia                    | 8ª São José do Rio Preto | Jales                 |
| Dirce Reis                 | 8ª São José do Rio Preto | Jales                 |
| Dolcinópolis               | 8ª São José do Rio Preto | Jales                 |
| Jales                      | 8ª São José do Rio Preto | Jales                 |
| Marinópolis                | 8ª São José do Rio Preto | Jales                 |
| Mesópolis                  | 8ª São José do Rio Preto | Jales                 |
| Nova Canaã Paulista        | 8ª São José do Rio Preto | Jales                 |
| Palmeira d'Oeste           | 8ª São José do Rio Preto | Jales                 |
| Paranapuã                  | 8ª São José do Rio Preto | Jales                 |
| Pontalinda                 | 8ª São José do Rio Preto | Jales                 |
| Rubinéia                   | 8ª São José do Rio Preto | Jales                 |
| Santa Albertina            | 8ª São José do Rio Preto | Jales                 |
| Santa Clara d'Oeste        | 8ª São José do Rio Preto | Jales                 |
| Santa Fé do Sul            | 8ª São José do Rio Preto | Jales                 |
| Santa Rita d'Oeste         | 8ª São José do Rio Preto | Jales                 |
| Santa Salete               | 8ª São José do Rio Preto | Jales                 |
| Santana da Ponte Pensa     | 8ª São José do Rio Preto | Jales                 |
| São Francisco              | 8ª São José do Rio Preto | Jales                 |
| Três Fronteiras            | 8ª São José do Rio Preto | Jales                 |
| Urânia                     | 8ª São José do Rio Preto | Jales                 |
| Vitória Brasil             | 8ª São José do Rio Preto | Jales                 |
| Adolfo                     | 8ª São José do Rio Preto | São José do Rio Preto |
| Bady Bassitt               | 8ª São José do Rio Preto | São José do Rio Preto |
| Bálsamo                    | 8ª São José do Rio Preto | São José do Rio Preto |
| Cedral                     | 8ª São José do Rio Preto | São José do Rio Preto |
| Guapiaçu                   | 8ª São José do Rio Preto | São José do Rio Preto |
| Ibirá                      | 8ª São José do Rio Preto | São José do Rio Preto |
| Icém                       | 8ª São José do Rio Preto | São José do Rio Preto |
| Ipiguá                     | 8ª São José do Rio Preto | São José do Rio Preto |
| Jaci                       | 8ª São José do Rio Preto | São José do Rio Preto |
| José Bonifácio             | 8ª São José do Rio Preto | São José do Rio Preto |
| Mendonça                   | 8ª São José do Rio Preto | São José do Rio Preto |
| Mirassol                   | 8ª São José do Rio Preto | São José do Rio Preto |
| Mirassolândia              | 8ª São José do Rio Preto | São José do Rio Preto |
| Monte Aprazível            | 8ª São José do Rio Preto | São José do Rio Preto |
| Neves Paulista             | 8ª São José do Rio Preto | São José do Rio Preto |
| Nipoã                      | 8ª São José do Rio Preto | São José do Rio Preto |
| Nova Aliança               | 8ª São José do Rio Preto | São José do Rio Preto |
| Nova Granada               | 8ª São José do Rio Preto | São José do Rio Preto |
| Onda Verde                 | 8ª São José do Rio Preto | São José do Rio Preto |
| Orindiúva                  | 8ª São José do Rio Preto | São José do Rio Preto |
| Palestina                  | 8ª São José do Rio Preto | São José do Rio Preto |
| Paulo de Faria             | 8ª São José do Rio Preto | São José do Rio Preto |
| Planalto                   | 8ª São José do Rio Preto | São José do Rio Preto |
| Poloni                     | 8ª São José do Rio Preto | São José do Rio Preto |
| Potirendaba                | 8ª São José do Rio Preto | São José do Rio Preto |
| São José do Rio Preto      | 8ª São José do Rio Preto | São José do Rio Preto |
| Tanabi                     | 8ª São José do Rio Preto | São José do Rio Preto |
| Ubarana                    | 8ª São José do Rio Preto | São José do Rio Preto |
| Uchoa                      | 8ª São José do Rio Preto | São José do Rio Preto |
| União Paulista             | 8ª São José do Rio Preto | São José do Rio Preto |
| Zacarias                   | 8ª São José do Rio Preto | São José do Rio Preto |
| Álvares Florence           | 8ª São José do Rio Preto | Votuporanga           |
| Américo de Campos          | 8ª São José do Rio Preto | Votuporanga           |
| Cardoso                    | 8ª São José do Rio Preto | Votuporanga           |
| Cosmorama                  | 8ª São José do Rio Preto | Votuporanga           |
| Floreal                    | 8ª São José do Rio Preto | Votuporanga           |
| Macaubal                   | 8ª São José do Rio Preto | Votuporanga           |
| Magda                      | 8ª São José do Rio Preto | Votuporanga           |
| Monções                    | 8ª São José do Rio Preto | Votuporanga           |
| Nhandeara                  | 8ª São José do Rio Preto | Votuporanga           |
| Parisi                     | 8ª São José do Rio Preto | Votuporanga           |
| Pontes Gestal              | 8ª São José do Rio Preto | Votuporanga           |
| Riolândia                  | 8ª São José do Rio Preto | Votuporanga           |
| Sebastianópolis do Sul     | 8ª São José do Rio Preto | Votuporanga           |
| Valentim Gentil            | 8ª São José do Rio Preto | Votuporanga           |
| Votuporanga                | 8ª São José do Rio Preto | Votuporanga           |
| Andradina                  | 9ª Araçatuba             | Andradina             |
| Castilho                   | 9ª Araçatuba             | Andradina             |
| Guaraçaí                   | 9ª Araçatuba             | Andradina             |
| Ilha Solteira              | 9ª Araçatuba             | Andradina             |
| Itapura                    | 9ª Araçatuba             | Andradina             |
| Lavínia                    | 9ª Araçatuba             | Andradina             |
| Mirandópolis               | 9ª Araçatuba             | Andradina             |
| Murutinga do Sul           | 9ª Araçatuba             | Andradina             |
| Nova Independência         | 9ª Araçatuba             | Andradina             |
| Pereira Barreto            | 9ª Araçatuba             | Andradina             |
| Sud Mennucci               | 9ª Araçatuba             | Andradina             |
| Suzanápolis                | 9ª Araçatuba             | Andradina             |
| Alto Alegre                | 9ª Araçatuba             | Araçatuba             |
| Araçatuba                  | 9ª Araçatuba             | Araçatuba             |
| Auriflama                  | 9ª Araçatuba             | Araçatuba             |
| Avanhandava                | 9ª Araçatuba             | Araçatuba             |
| Barbosa                    | 9ª Araçatuba             | Araçatuba             |
| Bento de Abreu             | 9ª Araçatuba             | Araçatuba             |
| Bilac                      | 9ª Araçatuba             | Araçatuba             |
| Birigui                    | 9ª Araçatuba             | Araçatuba             |
| Braúna                     | 9ª Araçatuba             | Araçatuba             |
| Brejo Alegre               | 9ª Araçatuba             | Araçatuba             |
| Buritama                   | 9ª Araçatuba             | Araçatuba             |
| Clementina                 | 9ª Araçatuba             | Araçatuba             |
| Coroados                   | 9ª Araçatuba             | Araçatuba             |
| Gabriel Monteiro           | 9ª Araçatuba             | Araçatuba             |
| Gastão Vidigal             | 9ª Araçatuba             | Araçatuba             |
| General Salgado            | 9ª Araçatuba             | Araçatuba             |
| Glicério                   | 9ª Araçatuba             | Araçatuba             |
| Guararapes                 | 9ª Araçatuba             | Araçatuba             |
| Guzolândia                 | 9ª Araçatuba             | Araçatuba             |
| Lourdes                    | 9ª Araçatuba             | Araçatuba             |
| Luiziânia                  | 9ª Araçatuba             | Araçatuba             |
| Nova Castilho              | 9ª Araçatuba             | Araçatuba             |
| Nova Luzitânia             | 9ª Araçatuba             | Araçatuba             |
| Penápolis                  | 9ª Araçatuba             | Araçatuba             |
| Piacatu                    | 9ª Araçatuba             | Araçatuba             |
| Rubiácea                   | 9ª Araçatuba             | Araçatuba             |
| Santo Antônio do Aracanguá | 9ª Araçatuba             | Araçatuba             |
| Santópolis do Aguapeí      | 9ª Araçatuba             | Araçatuba             |
| São João de Iracema        | 9ª Araçatuba             | Araçatuba             |
| Turiúba                    | 9ª Araçatuba             | Araçatuba             |
| Valparaíso                 | 9ª Araçatuba             | Araçatuba             |
| Adamantina                 | 10ª Presidente Prudente  | Adamantina            |
| Flora Rica                 | 10ª Presidente Prudente  | Adamantina            |
| Flórida Paulista           | 10ª Presidente Prudente  | Adamantina            |
| Inúbia Paulista            | 10ª Presidente Prudente  | Adamantina            |
| Irapuru                    | 10ª Presidente Prudente  | Adamantina            |
| Lucélia                    | 10ª Presidente Prudente  | Adamantina            |
| Mariápolis                 | 10ª Presidente Prudente  | Adamantina            |
| Osvaldo Cruz               | 10ª Presidente Prudente  | Adamantina            |
| Pacaembu                   | 10ª Presidente Prudente  | Adamantina            |
| Pracinha                   | 10ª Presidente Prudente  | Adamantina            |
| Sagres                     | 10ª Presidente Prudente  | Adamantina            |
| Salmourão                  | 10ª Presidente Prudente  | Adamantina            |
| Dracena                    | 10ª Presidente Prudente  | Dracena               |
| Junqueirópolis             | 10ª Presidente Prudente  | Dracena               |
| Monte Castelo              | 10ª Presidente Prudente  | Dracena               |
| Nova Guataporanga          | 10ª Presidente Prudente  | Dracena               |
| Ouro Verde                 | 10ª Presidente Prudente  | Dracena               |
| Panorama                   | 10ª Presidente Prudente  | Dracena               |
| Paulicéia                  | 10ª Presidente Prudente  | Dracena               |
| Santa Mercedes             | 10ª Presidente Prudente  | Dracena               |
| São João do Pau-d'Alho     | 10ª Presidente Prudente  | Dracena               |
| Tupi Paulista              | 10ª Presidente Prudente  | Dracena               |
| Alfredo Marcondes          | 10ª Presidente Prudente  | Presidente Prudente   |
| Álvares Machado            | 10ª Presidente Prudente  | Presidente Prudente   |
| Anhumas                    | 10ª Presidente Prudente  | Presidente Prudente   |
| Caiabu                     | 10ª Presidente Prudente  | Presidente Prudente   |
| Caiuá                      | 10ª Presidente Prudente  | Presidente Prudente   |
| Emilianópolis              | 10ª Presidente Prudente  | Presidente Prudente   |
| Estrela do Norte           | 10ª Presidente Prudente  | Presidente Prudente   |
| Euclides da Cunha Paulista | 10ª Presidente Prudente  | Presidente Prudente   |
| Iepê                       | 10ª Presidente Prudente  | Presidente Prudente   |
| Indiana                    | 10ª Presidente Prudente  | Presidente Prudente   |
| Marabá Paulista            | 10ª Presidente Prudente  | Presidente Prudente   |
| Martinópolis               | 10ª Presidente Prudente  | Presidente Prudente   |
| Mirante do Paranapanema    | 10ª Presidente Prudente  | Presidente Prudente   |
| Nantes                     | 10ª Presidente Prudente  | Presidente Prudente   |
| Narandiba                  | 10ª Presidente Prudente  | Presidente Prudente   |
| Piquerobi                  | 10ª Presidente Prudente  | Presidente Prudente   |
| Pirapozinho                | 10ª Presidente Prudente  | Presidente Prudente   |
| Presidente Bernardes       | 10ª Presidente Prudente  | Presidente Prudente   |
| Presidente Epitácio        | 10ª Presidente Prudente  | Presidente Prudente   |
| Presidente Prudente        | 10ª Presidente Prudente  | Presidente Prudente   |
| Presidente Venceslau       | 10ª Presidente Prudente  | Presidente Prudente   |
| Rancharia                  | 10ª Presidente Prudente  | Presidente Prudente   |
| Regente Feijó              | 10ª Presidente Prudente  | Presidente Prudente   |
| Ribeirão dos Índios        | 10ª Presidente Prudente  | Presidente Prudente   |
| Rosana                     | 10ª Presidente Prudente  | Presidente Prudente   |
| Sandovalina                | 10ª Presidente Prudente  | Presidente Prudente   |
| Santo Anastácio            | 10ª Presidente Prudente  | Presidente Prudente   |
| Santo Expedito             | 10ª Presidente Prudente  | Presidente Prudente   |
| Taciba                     | 10ª Presidente Prudente  | Presidente Prudente   |
| Tarabai                    | 10ª Presidente Prudente  | Presidente Prudente   |
| Teodoro Sampaio            | 10ª Presidente Prudente  | Presidente Prudente   |
| Assis                      | 11ª Marília              | Assis                 |
| Campos Novos Paulista      | 11ª Marília              | Assis                 |
| Cândido Mota               | 11ª Marília              | Assis                 |
| Cruzália                   | 11ª Marília              | Assis                 |
| Florínea                   | 11ª Marília              | Assis                 |
| Ibirarema                  | 11ª Marília              | Assis                 |
| Lutécia                    | 11ª Marília              | Assis                 |
| Maracaí                    | 11ª Marília              | Assis                 |
| Palmital                   | 11ª Marília              | Assis                 |
| Paraguaçu Paulista         | 11ª Marília              | Assis                 |
| Pedrinhas Paulista         | 11ª Marília              | Assis                 |
| Platina                    | 11ª Marília              | Assis                 |
| Tarumã                     | 11ª Marília              | Assis                 |
| Álvaro de Carvalho         | 11ª Marília              | Marília               |
| Alvinlândia                | 11ª Marília              | Marília               |
| Echaporã                   | 11ª Marília              | Marília               |
| Fernão                     | 11ª Marília              | Marília               |
| Gália                      | 11ª Marília              | Marília               |
| Garça                      | 11ª Marília              | Marília               |
| Júlio Mesquita             | 11ª Marília              | Marília               |
| Lupércio                   | 11ª Marília              | Marília               |
| Marília                    | 11ª Marília              | Marília               |
| Ocauçu                     | 11ª Marília              | Marília               |
| Oriente                    | 11ª Marília              | Marília               |
| Oscar Bressane             | 11ª Marília              | Marília               |
| Pompeia                    | 11ª Marília              | Marília               |
| Vera Cruz                  | 11ª Marília              | Marília               |
| Bernardino de Campos       | 11ª Marília              | Ourinhos              |
| Canitar                    | 11ª Marília              | Ourinhos              |
| Chavantes                  | 11ª Marília              | Ourinhos              |
| Espírito Santo do Turvo    | 11ª Marília              | Ourinhos              |
| Ipaussu                    | 11ª Marília              | Ourinhos              |
| Óleo                       | 11ª Marília              | Ourinhos              |
| Ourinhos                   | 11ª Marília              | Ourinhos              |
| Ribeirão do Sul            | 11ª Marília              | Ourinhos              |
| Salto Grande               | 11ª Marília              | Ourinhos              |
| Santa Cruz do Rio Pardo    | 11ª Marília              | Ourinhos              |
| São Pedro do Turvo         | 11ª Marília              | Ourinhos              |
| Timburi                    | 11ª Marília              | Ourinhos              |
| Arco-Íris                  | 11ª Marília              | Tupã                  |
| Bastos                     | 11ª Marília              | Tupã                  |
| Borá                       | 11ª Marília              | Tupã                  |
| Herculândia                | 11ª Marília              | Tupã                  |
| Iacri                      | 11ª Marília              | Tupã                  |
| João Ramalho               | 11ª Marília              | Tupã                  |
| Parapuã                    | 11ª Marília              | Tupã                  |
| Quatá                      | 11ª Marília              | Tupã                  |
| Queiroz                    | 11ª Marília              | Tupã                  |
| Quintana                   | 11ª Marília              | Tupã                  |
| Rinópolis                  | 11ª Marília              | Tupã                  |
| Tupã                       | 11ª Marília              | Tupã                  |
| Américo Brasiliense        | 12ª Central              | Araraquara            |
| Araraquara                 | 12ª Central              | Araraquara            |
| Boa Esperança do Sul       | 12ª Central              | Araraquara            |
| Borborema                  | 12ª Central              | Araraquara            |
| Cândido Rodrigues          | 12ª Central              | Araraquara            |
| Dobrada                    | 12ª Central              | Araraquara            |
| Fernando Prestes           | 12ª Central              | Araraquara            |
| Gavião Peixoto             | 12ª Central              | Araraquara            |
| Ibitinga                   | 12ª Central              | Araraquara            |
| Itápolis                   | 12ª Central              | Araraquara            |
| Matão                      | 12ª Central              | Araraquara            |
| Motuca                     | 12ª Central              | Araraquara            |
| Nova Europa                | 12ª Central              | Araraquara            |
| Rincão                     | 12ª Central              | Araraquara            |
| Santa Ernestina            | 12ª Central              | Araraquara            |
| Santa Lúcia                | 12ª Central              | Araraquara            |
| Tabatinga                  | 12ª Central              | Araraquara            |
| Taquaritinga               | 12ª Central              | Araraquara            |
| Trabiju                    | 12ª Central              | Araraquara            |
| Descalvado                 | 12ª Central              | São Carlos            |
| Dourado                    | 12ª Central              | São Carlos            |
| Ibaté                      | 12ª Central              | São Carlos            |
| Porto Ferreira             | 12ª Central              | São Carlos            |
| Ribeirão Bonito            | 12ª Central              | São Carlos            |
| Santa Rita do Passa Quatro | 12ª Central              | São Carlos            |
| São Carlos                 | 12ª Central              | São Carlos            |
| Altair                     | 13ª Barretos             | Barretos              |
| Barretos                   | 13ª Barretos             | Barretos              |
| Bebedouro                  | 13ª Barretos             | Barretos              |
| Cajobi                     | 13ª Barretos             | Barretos              |
| Colina                     | 13ª Barretos             | Barretos              |
| Colômbia                   | 13ª Barretos             | Barretos              |
| Embaúba                    | 13ª Barretos             | Barretos              |
| Guaíra                     | 13ª Barretos             | Barretos              |
| Guaraci                    | 13ª Barretos             | Barretos              |
| Jaborandi                  | 13ª Barretos             | Barretos              |
| Monte Azul Paulista        | 13ª Barretos             | Barretos              |
| Olímpia                    | 13ª Barretos             | Barretos              |
| Pirangi                    | 13ª Barretos             | Barretos              |
| Severínia                  | 13ª Barretos             | Barretos              |
| Taiaçu                     | 13ª Barretos             | Barretos              |
| Taiúva                     | 13ª Barretos             | Barretos              |
| Terra Roxa                 | 13ª Barretos             | Barretos              |
| Viradouro                  | 13ª Barretos             | Barretos              |
| Vista Alegre do Alto       | 13ª Barretos             | Barretos              |
| Aramina                    | 14ª Franca               | Franca                |
| Batatais                   | 14ª Franca               | Franca                |
| Buritizal                  | 14ª Franca               | Franca                |
| Cristais Paulista          | 14ª Franca               | Franca                |
| Franca                     | 14ª Franca               | Franca                |
| Guará                      | 14ª Franca               | Franca                |
| Igarapava                  | 14ª Franca               | Franca                |
| Itirapuã                   | 14ª Franca               | Franca                |
| Ituverava                  | 14ª Franca               | Franca                |
| Jeriquara                  | 14ª Franca               | Franca                |
| Miguelópolis               | 14ª Franca               | Franca                |
| Patrocínio Paulista        | 14ª Franca               | Franca                |
| Pedregulho                 | 14ª Franca               | Franca                |
| Restinga                   | 14ª Franca               | Franca                |
| Ribeirão Corrente          | 14ª Franca               | Franca                |
| Rifaina                    | 14ª Franca               | Franca                |
| São José da Bela Vista     | 14ª Franca               | Franca                |
| Ipuã                       | 14ª Franca               | São Joaquim da Barra  |
| Morro Agudo                | 14ª Franca               | São Joaquim da Barra  |
| Nuporanga                  | 14ª Franca               | São Joaquim da Barra  |
| Orlândia                   | 14ª Franca               | São Joaquim da Barra  |
| Sales Oliveira             | 14ª Franca               | São Joaquim da Barra  |
| São Joaquim da Barra       | 14ª Franca               | São Joaquim da Barra  |
| Angatuba                   | 16ª Itapeva              | Itapeva               |
| Apiaí                      | 16ª Itapeva              | Itapeva               |
| Arandu                     | 16ª Itapeva              | Itapeva               |
| Barão de Antonina          | 16ª Itapeva              | Itapeva               |
| Barra do Chapéu            | 16ª Itapeva              | Itapeva               |
| Bom Sucesso de Itararé     | 16ª Itapeva              | Itapeva               |
| Buri                       | 16ª Itapeva              | Itapeva               |
| Campina do Monte Alegre    | 16ª Itapeva              | Itapeva               |
| Capão Bonito               | 16ª Itapeva              | Itapeva               |
| Coronel Macedo             | 16ª Itapeva              | Itapeva               |
| Fartura                    | 16ª Itapeva              | Itapeva               |
| Guapiara                   | 16ª Itapeva              | Itapeva               |
| Iporanga                   | 16ª Itapeva              | Itapeva               |
| Itaberá                    | 16ª Itapeva              | Itapeva               |
| Itaí                       | 16ª Itapeva              | Itapeva               |
| Itaoca                     | 16ª Itapeva              | Itapeva               |
| Itapeva                    | 16ª Itapeva              | Itapeva               |
| Itapirapuã Paulista        | 16ª Itapeva              | Itapeva               |
| Itaporanga                 | 16ª Itapeva              | Itapeva               |
| Itararé                    | 16ª Itapeva              | Itapeva               |
| Nova Campina               | 16ª Itapeva              | Itapeva               |
| Paranapanema               | 16ª Itapeva              | Itapeva               |
| Piraju                     | 16ª Itapeva              | Itapeva               |
| Ribeira                    | 16ª Itapeva              | Itapeva               |
| Ribeirão Branco            | 16ª Itapeva              | Itapeva               |
| Ribeirão Grande            | 16ª Itapeva              | Itapeva               |
| Riversul                   | 16ª Itapeva              | Itapeva               |
| Sarutaiá                   | 16ª Itapeva              | Itapeva               |
| Taguaí                     | 16ª Itapeva              | Itapeva               |
| Taquarituba                | 16ª Itapeva              | Itapeva               |
| Taquarivaí                 | 16ª Itapeva              | Itapeva               |
| Tejupá                     | 16ª Itapeva              | Itapeva               |